# دايفيد لافي
ديفيد هوارد ليفي (من مواليد 22 مايو 1948)، هو عالم فلك كندي وكاتب علمي ومكتشف مذنبات وكواكب صغيرة، شارك في اكتشاف المذنب شوميكر-ليفي 9 في عام 1993 الذي اصطدم بكوكب المشتري في عام 1994.

## التعليم
تعلم في جامعة أكاديا، وجامعة كوينز.